# Theliopsyche epilone
Theliopsyche epilone är en nattsländeart som beskrevs av Ross 1938. Theliopsyche epilone ingår i släktet Theliopsyche och familjen kantrörsnattsländor. Inga underarter finns listade i Catalogue of Life.